# Смельчинцы
Сме́льчинцы (укр. Смільчинці) — село в Лысянском районе Черкасской области Украины.
Население по переписи 2001 года составляло 601 человек. Почтовый индекс — 19325. Телефонный код — 4749.

## Местный совет
19325, Черкасская обл., Лысянский р-н, с. Смельчинцы